# Jol Cantelá
Jol Cantelá är en ort i Mexiko.   Den ligger i kommunen Chilón och delstaten Chiapas, i den sydöstra delen av landet, 800 km öster om huvudstaden Mexico City. Jol Cantelá ligger 969 meter över havet och antalet invånare är 194.
Terrängen runt Jol Cantelá är huvudsakligen kuperad, men österut är den bergig. Runt Jol Cantelá är det glesbefolkat, med 16 invånare per kvadratkilometer. Närmaste större samhälle är Ocosingo, 12,4 km söder om Jol Cantelá. I omgivningarna runt Jol Cantelá växer i huvudsak städsegrön lövskog.